# Juan de Villoldo

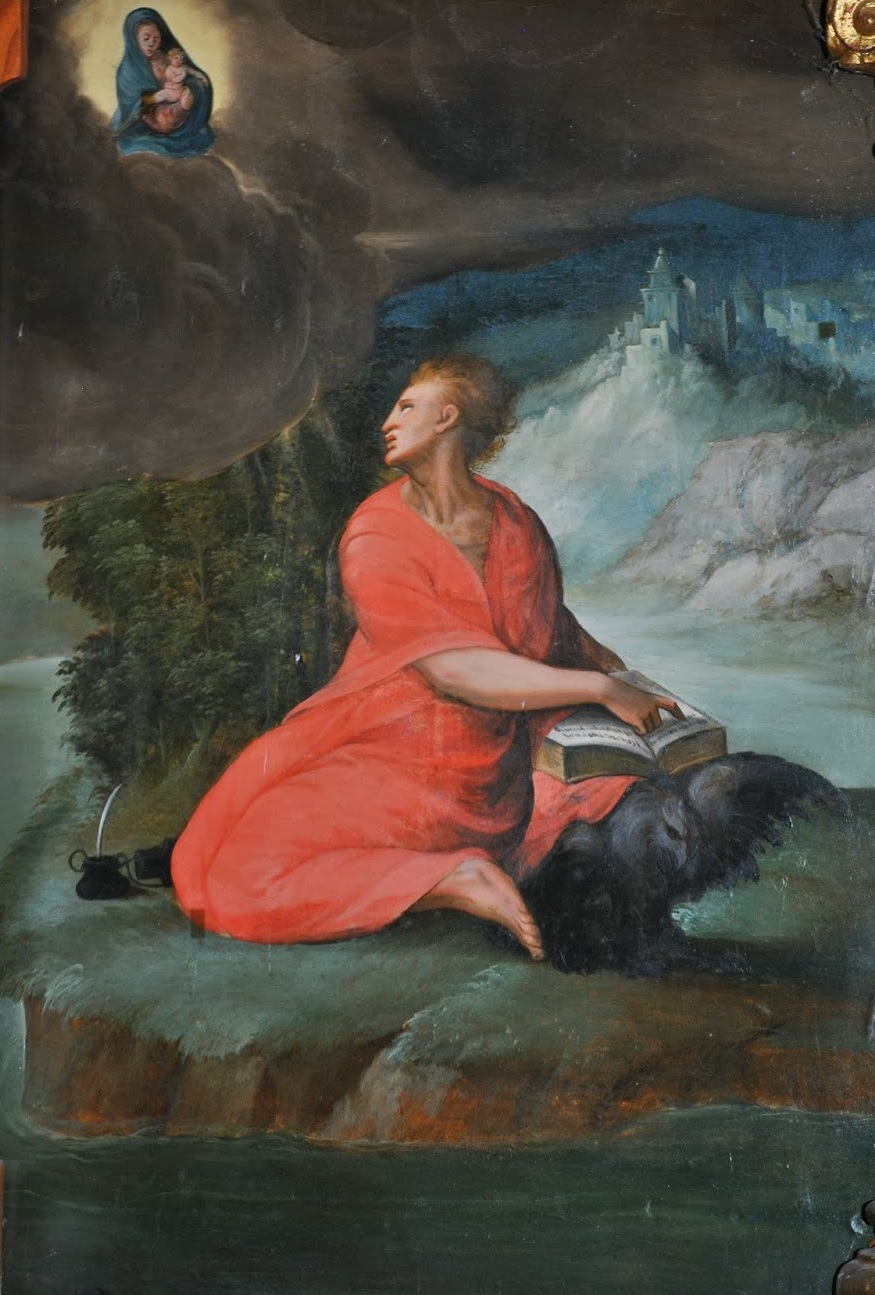
Visión de san Juan en Patmos, tabla del retablo de los Santos Juanes de Corrales de Duero (Valladolid) atribuido a Juan de Villoldo.

Juan de Villoldo (c. 1516-1562) fue un pintor manierista español. Seguidor de Alonso Berruguete, su pintura tiende a simplificar y desnaturalizar los modelos berruguetescos.

## Biografía
Aunque se desconoce la fecha y lugar de su nacimiento, en 1548, al ser citado a declarar como testigo a favor de Francisco Giralte en el pleito que lo enfrentaba a Juan de Juni por el retablo de Nuestra Señora de la Antigua de Valladolid, declaró ser de edad de 32 años, lo que llevaría la fecha de su nacimiento a 1516. Firmó su testamento, diciéndose gravemente enfermo, el 4 de marzo de 1562.
En 1544 se le menciona en relación con la pintura del retablo mayor de la iglesia de Santa María la Sagrada de Tordehumos, del que se encargó en colaboración con Cristóbal de Herrera. Son doce tablas con asuntos evangélicos repartidas en los tres cuerpos de sus calles laterales, con evidentes influencias de Berruguete especialmente en algunas de ellas, como la Resurrección o la Huida a Egipto. 

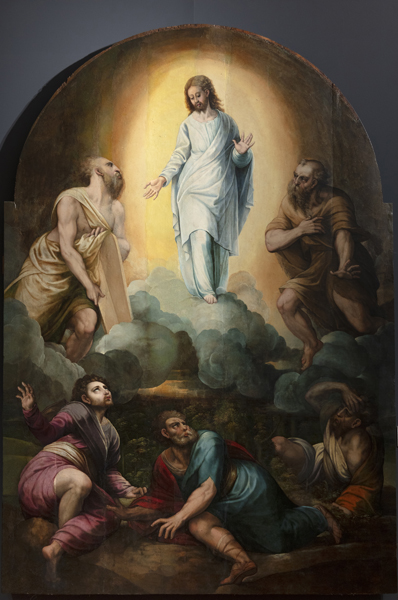
La Transfiguración, Museo catedralicio de Palencia.

Según Ceán Bermúdez, en 1547, con residencia en Valladolid, contrató la pintura de cinco sargas cuaresmales para la Capilla del Obispo de Plasencia, aneja a la parroquia de San Andrés de Madrid, de cuyo retablo se hizo cargo Francisco Giralte. Bien conservadas todavía en tiempos de Ceán, se trataba de sargas de anjeo de gran tamaño pintadas al claroscuro, sin más color que el de las carnaciones y con hasta nueve motivos bíblicos y evangélicos en cada una de ellas, enmarcados en arquitecturas jónicas. En la misma capilla podrían corresponderle las dos tablas que se encontraban en los actualmente desaparecidos altares colaterales, con el Bautismo de Cristo y el Martirio de san Juan Evangelista en la tina de aceite, que Antonio Palomino, juzgándolas de mérito, atribuyó a Blas de Prado. De su estilo es una sarga de 7,90 cm de alto por 3,10 cm de ancho ingresada en 1936 en el Museo Municipal de Madrid, con un Descendimiento de la Cruz cobijado bajo un frontón clásico, con dos niños desnudos sobre la cornisa sosteniendo una guirnalda y una calavera. Aunque de procedencia desconocida, pudiera tratarse de un fragmento de las sargas pintadas para esta Capilla del Obispo.
Por su proximidad a lo conservado de los velos de la capilla del Obispo, aunque no documentados, se le atribuyen los profetas del banco del desmembrado retablo de Renera, en la provincia de Guadalajara, concluido en 1549, ahora en colecciones privadas de París y Barcelona, y los retablos de la Purificación y de la Aparición de Cristo a la Virgen de la catedral de Palencia, junto con el retablo mayor de Corrales de Duero, donde también podría corresponderle la sarga del Descendimiento, y los desaparecidos retablos colaterales de Villamuriel de Cerrato, en la provincia de Palencia.